# Карвелишское кладбище
Карвелишское кладбище (лит. Karveliškių kapinės) — некрополь, расположенный в деревне Карвелишкес в 5 км от Вильнюса. Современная площадь 77,74 га. Крупнейшее кладбище в городе.
В 2014 году сообщалось, что в Вильнюсе есть два места для погребения — Карвелишское кладбище, места на котором хватит на 4-5 лет, и совсем новое кладбище Лиепине.

## Известные люди, похороненные на кладбище
- Миколас Бурокявичюс (1927—2016) — партийный деятель.
- Чеслав Кудаба (1932—1993) — географ-краевед. В 1990 году подписал акт о независимости Литвы.
- Пранас Степулис (1913—2007) — исполнитель музыки на канклес.